# Euhemeria
Euhemeria (o Qasr el Banat) se encontraba al sur del lago Moeris, actual Birket Qarun, en la gobernación de Fayún en Egipto.
Euhemeria tenía su propio templo, y puede haber tenido su propia oficina de registro, lo cual indica una cierta prosperidad e importancia.
Euhemeria estaba situada en la margen derecha del llamado canal de Psinaleitis, que conectaba la aldea con el resto del país. Este canal conducía agua del Nilo a Euhemeria, después de haber pasado por Polideucia y Teadelfia al sureste, y continuar hacia Filoteris y Dionisias al noroeste. El pueblo fue fundado durante el reinado de Ptolomeo II, quien emprendió un programa masivo para drenar el lago Moeris y reclamar tierras para fines agrícolas a mediados del siglo III a. C. Floreció durante aproximadamente seis siglos, antes de siendo abandonado a mediados del siglo IV d. C., ya sea por la invasión del desierto desde el oeste, o porque fallaron los canales que abastecían a la aldea de agua.
En el sitio actual se han descubierto varios documentos sobre papiros y óstracos del primer siglo de dominio romano, estudiados en la actualidad. Tales documentos son una fuente de información particularmente rica sobre la agricultura, la economía local y las relaciones sociales entre los aldeanos. También muestran la aparición de un nuevo grupo socioeconómico próspero dentro de la aldea, que aprovechó las oportunidades ofrecidas por el cambio de régimen del reino ptolemaico a la provincia romana, proporcionando una valiosa perspectiva complementaria a los estudios sobre el Egipto romano temprano.